# Бжемйона
Бжемйона (пол. Brzemiona, нім. Bremin) — село в Польщі, у гміні Льняно Свецького повіту Куявсько-Поморського воєводства.
Населення — 304 особи (2011).
У 1975-1998 роках село належало до Бидгощського воєводства.

## Демографія
Демографічна структура станом на 31 березня 2011 року:
|          | Загалом | Допрацездатний вік | Працездатний вік | Постпрацездатний вік |
| -------- | ------- | ------------------ | ---------------- | -------------------- |
| Чоловіки | 140     | 33                 | 94               | 13                   |
| Жінки    | 164     | 46                 | 91               | 27                   |
| Разом    | 304     | 79                 | 185              | 40                   |